# If That's OK with You
"If That's OK with You" là bài hát của quán quân The X Factor Shayne Ward. Sáng tác bởi Savan Kotecha, Arnthor Birgisson và Max Martin, bài hát đã được phát hành làm đĩa đơn từ album Breathless, với vai trò một trong hai mặt A của đĩa đơn cùng "No U Hang Up".

## Phiên bản chính thức
- Moto Blanco Club Mix
- Moto Blanco Radio Edit

## Xếp hạng
| Bảng xếp hạng (2007)          | Vị trí cao nhất |
| ----------------------------- | --------------- |
| Ireland (IRMA)                | 1               |
| Thụy Điển (Sverigetopplistan) | 45              |
| Anh Quốc (OCC)                | 72              |